# Borzestowska Huta
Borzestowska Huta est une localité polonaise de la gmina rurale de Chmielno située dans le  powiat de Kartuzy en voïvodie de Poméranie. Elle se trouve à environ 7 km à l'ouest de Kartuzy et 35 km à l'ouest de la capitale régionale Gdańsk.

## Géographie

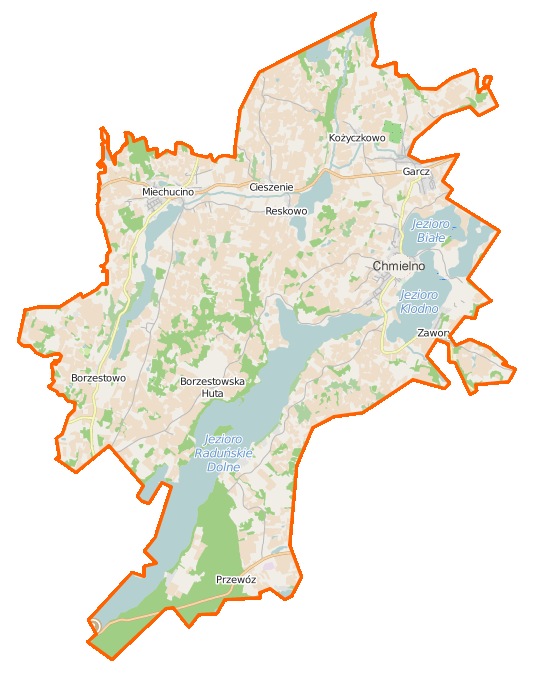
Carte de la gmina de Chmielno.